# 真田重藏
真田重藏（真田 重男，1923年5月27日—1994年5月30日）為日本的棒球選手，出生於和歌山県和歌山市。他曾效力於日本職棒阪神虎等，守備位置為投手，1955年退休，生涯通算178勝。